# Cicer
Cicer es un género de legumbres de la familia Fabaceae. Comprende 85 especies descritas y de estas, solo 44 aceptadas.

## Distribución
Son nativos de las costas mediterráneas Oriente Medio y Asia Occidental. 
Los colonizadores españoles la introdujeron a América después de la Conquista sobre todo en regiones de clima seco.
Se cultiva con éxito en regadío en la temporada fría, se adapta al clima tropical de temperaturas moderadas.
La especie más conocida es Cicer arietinum el garbanzo.

## Descripción
Son plantas anuales, arbustivas, herbáceas, diploide, erecta y de crecimiento rápido, alcanzan los 50 cm de altura. Es una hierba glandulosa pubescente, con hojas imparipinnadas o paripinnada, posee numerosos pares de foliolos dentado. Sus flores son blancas, pedunculadas, axilares, solitarias, con cáliz profundo, sus estambres son diadelfos. Posee una vaina ovoide, inflada como vejigas que encierran dos semillas, pauciseminada.
La semilla tiene forma esférica debido al grosor de los dos cotiledones que lo forman.  
La raíces profundizan en el suelo de manera considerable de ahí que se adaptan perfectamente a los suelos áridos o secos.
El tallo principal de la planta es redondeado y su fruto es una vaina bibalva. 

## Usos
El grano, los brotes jóvenes y las legumbres se utilizan principalmente para el consumo humano y el resto de la planta se dedica al forraje después de la trilla.
Presentan gran cantidad de hidratos de carbonos, fosfato, calcio y vitaminas del grupo B, aunque su valor nutritivo decrece con el tiempo.
El cicer se cultiva en forma importante en distintos estados del norte de México y se considera como una buena fuente de proteína vegetal de bajo costo

## Taxonomía
El género fue descrito por Carlos Linneo y publicado en Species Plantarum 2: 738. 1753. La especie tipo es: Cicer arietinum
Etimología
Cicer: nombre genérico del nombre del garbanzo, parece que a su vez deriva del hebreo kikar, que significa redondeado por la forma de su semilla, su color es ocre.

## Especies
| - Cicer acanthophyllum Boriss. - Cicer anatolicum Alef. - Cicer arietinum L. - Cicer atlanticum Maire - Cicer balcaricum Galushko - Cicer baldshuanicum (Popov) Lincz. - Cicer bijugum Rech.f. - Cicer canariense A.Santos & G.P.Lewis - Cicer chorassanicum (Bunge) Popov - Cicer cuneatum A.Rich. - Cicer echinospermum P.H.Davis - Cicer fedtschenkoi Lincz. - Cicer flexuosum Lipsky - Cicer floribundum Fenzl - Cicer graecum Boiss. - Cicer grande (Popov) Korotkova - Cicer heterophyllum Contand. & al. - Cicer incanum Korotkova - Cicer incisum (Willd.) K.Maly - Cicer isauricum P.H.Davis - Cicer judaicum Boiss. - Cicer kermanense Bornm. | - Cicer korshinskyi Lincz. - Cicer laetum Rassulova & Sharipova - Cicer luteum Rassulova & Sharipova - Cicer macracanthum Popov - Cicer microphyllum Benth. - Cicer mogoltavicum (Popov) A.S.Korol. - Cicer montbretii Jaub. & Spach - Cicer multijugum Maesen - Cicer nuristanicum Kitam. - Cicer oxyodon Boiss. & Hohen. - Cicer paucijugum (Popov) Nevski - Cicer pinnatifidum Jaub. & Spach - Cicer pungens Boiss. - Cicer rassulovae Lincz. - Cicer rechingeri Podlech - Cicer reticulatum Ladiz. - Cicer songaricum DC. - Cicer spiroceras Jaub. & Spach - Cicer stapfianum Rech.f. - Cicer subaphyllum Boiss. - Cicer tragacanthoides Jaub. & Spach - Cicer yamashitae Kitam. |